# Gino Bechi
Gino Bechi (Florència (Toscana), 16 d'octubre, 1913 - Idem. 2 de febrer, 1993), va ser un baríton i actor italià.

## Biografia
Es va apropar a la música als disset anys amb els mestres Frazzi i De Giorgi, debutant el 1936 a Empoli com Germont a La traviata. Aviat es va convertir en un dels cantants d'òpera italians més importants, sent cridat, entre d'altres, al "Teatro alla Scala", l'Òpera de Roma, Lisboa i els principals teatres d'Amèrica del Sud.
L'any 1950, després de l'actuació de Falstaff al Covent Garden de Londres amb el conjunt Scala, la crítica no va tenir paraules d'elogi per a ell, probablement també per una certa "al·lèrgia" coneguda de la crítica anglesa a les veus molt timbrades del Escola italiana, que a més una tradició discutible tindria com a aliena a l'últim personatge de Verdi. El 1958 va tornar a Londres, a Drury Lane, a Guillaume Tell, aquesta vegada amb un gran èxit.
Es va retirar dels escenaris l'any 1965. En els anys següents va dirigir una escola de formació per a joves cantants d'òpera a Florència. Va ser president del concurs internacional de cant que portava el nom d'Ettore Bastianini a Siena.
Dotat d'una veu de gran amplitud, extensió i timbre fi, algunes de les seves actuacions a les òperes de Verdi, com Otello, Rigoletto, Nabucco, van romandre memorables, convertint-lo en un dels cantants d'òpera més famosos entre els anys 1940 i 1950. Amb Maria Caniglia i Beniamino Gigli va formar un trio d'artistes la fama dels quals va anar més enllà de l'esfera del públic de l'òpera (eren sobrenomenats en broma "el Trio Lescano de l'òpera").
Va ser repartit diverses vegades en pel·lícules musicals, tant d'òpera com no d'òpera, i la seva popularitat entre el gran públic continua especialment lligada a la cançó de Cesare Andrea Bixio La strada del bosco, la banda sonora de la pel·lícula Fuga a due voci, que es va convertir en un dels seus plats favorits d'autor.
Està enterrat al Cementiri Monumental de la Misericordia dell'Antella a Bagno a Ripoli, a la província de Florència.

## Repertori
- Franco Alfano
  - Risurrezione (Simonson Ivanovich)
  - Don Juan de Manara
- Vincenzo Bellini
  - I puritani (Riccardo)
- Georges Bizet
  - Carmen (Escamillo)
  - I pescatori di perle (Zurga)
- Piotr Ilitx Txaikovski

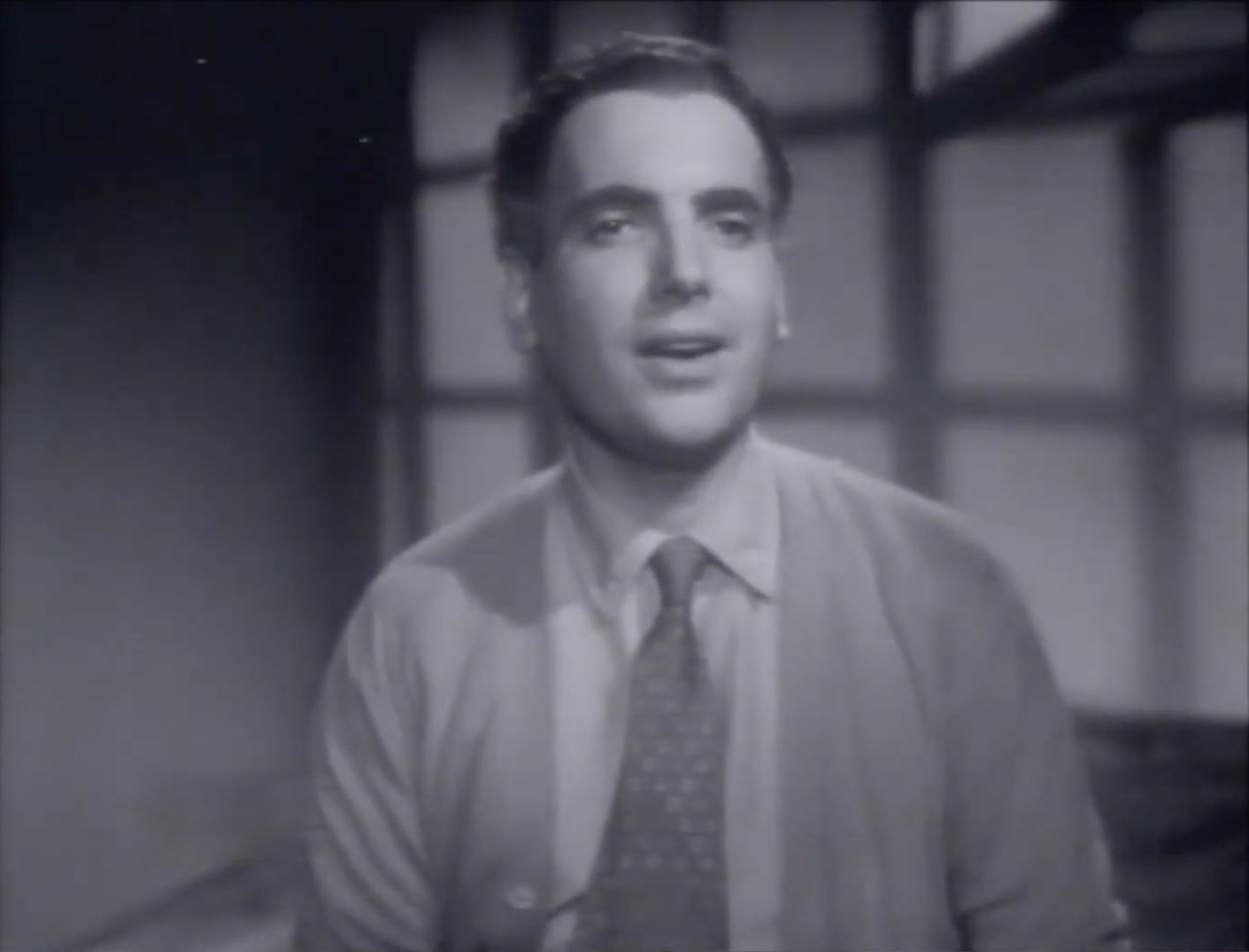
Gino Bechi cantant La strada nel bosco al film Fuga a due voci (1943)

  - Ievgueni Oneguin (Ievgueni Oneguin)
- Alfredo Catalani
  - La Wally (Vincenzo Gellner)
- Francesco Cilea
  - L'Arlesiana (Baldassare)
- Gaetano Donizetti
  - Lucia di Lammermoor (Enrico)
  - La favorita (Alfonso XI)
  - Poliuto (Severo)
- Umberto Giordano
  - Andrea Chénier (Carlo Gerard)
- Charles Gounod
  - Faust (Valentin)
- Ruggero Leoncavallo
  - I pagliacci (Tonio)
  - Zazà (Cascart)
- Pietro Mascagni
  - Cavalleria rusticana (Alfio)
- Jules Massenet
  - Thaïs (Athanael)
- Claudio Monteverdi
  - Il combattimento di Tancredi e Clorinda
- Wolfgang Amadeus Mozart
  - Don Giovanni (Don Giovanni)
- Giuseppe Mulè
  - La baronessa di Carini
- Amilcare Ponchielli
  - La Gioconda (Barnaba)
- Giacomo Puccini
  - Gianni Schicchi (Gianni Schicchi)
  - La bohème (Marcello)
  - Tosca (Scarpia)
- Ludovico Rocca
  - Monte Ivnor
- Gioachino Rossini
  - El barber de Sevilla (Figaro)
  - Guglielmo Tell (Guglielmo Tell)
- Antonio Salieri
  - Falstaff
- Richard Strauss
  - Salomè (Jochanaan)
- Ambroise Thomas
  - Hamlet (Hamlet)
- Giuseppe Verdi
  - Aïda (Amonasro)
  - Ernani (Carlo V)
  - Falstaff (Falstaff)
  - Il trovatore (Conte di Luna)
  - La forza del destino (Carlo)
  - La traviata (Germont)
  - Nabucco (Nabucco)
  - Otello (Jago)
  - Rigoletto (Rigoletto)
  - Un ballo in maschera (Renato)
- Richard Wagner
  - Siegfried (Wanderer)

## Filmografia

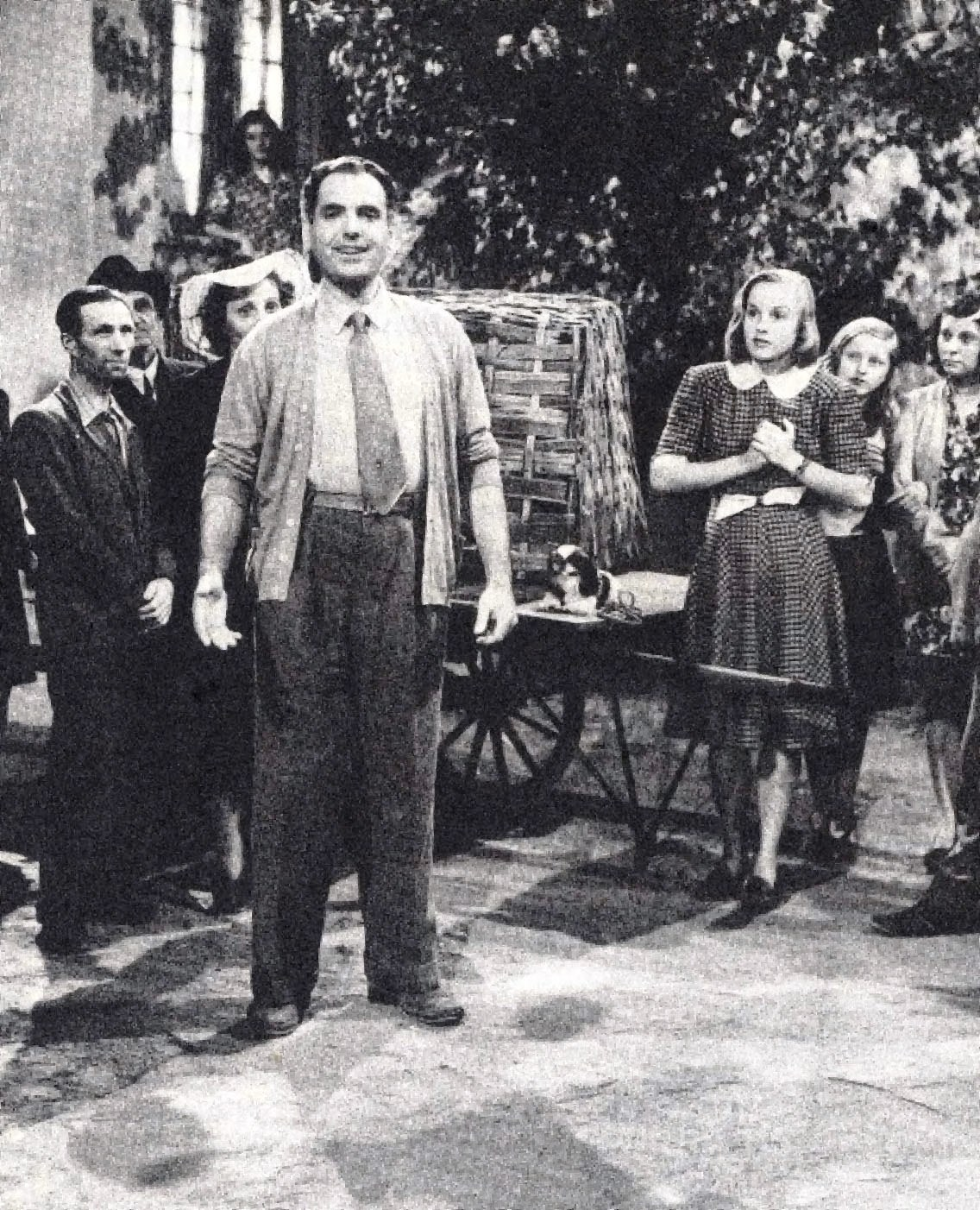
Gino Bechi con Irasema Dilian en el film Fuga a due voci (1943)

- Fuga a due voci, direcció de Carlo Ludovico Bragaglia (1943)
- Torna a Sorrento, direcció de Carlo Ludovico Bragaglia (1945)
- Pronto, chi parla? (1946)
- Amanti in fuga, direcció de Giacomo Gentilomo (1946)
- Il segreto di Don Giovanni (1947)
- Arrivederci, papà! (1948)
- Una voce nel tuo cuore, direcció de Alberto D'Aversa (1949)
- Follie per l'opera, direcció de Mario Costa (1949)
- Signorinella, direcció de Mario Mattoli (1949)
- Soho Conspiracy, direcció de Cecil H. Williamson (1950)
- Aida només la veu (1953)
- Canzoni a due voci, direcció de Gianni Vernuccio (1953)
- Sinfonia d'amore, direcció de Glauco Pellegrini (1954)
- La chiamavan Capinera... (1957)
- La traviata (1968)